# Krenica (jezero)
Jezero Krenica se nalazi u Imotsko-bekijskom polju u selu Drinovcima, općini Grudama, BIH. Ovalnog je oblika, duga 310, a široka 270 metara. Mjerenja dubine su vršena u više navrata, ali dubinu joj još nisu uspjeli odrediti. Bilo je ronioca koji su probali doći do dna jezera, no nije im to pošlo za rukom. Njihove procjene su se kretale od 40 do čak 200 metara.
Voda Krenice je još čista, ali nije riješeno zbrinjavanje otpada koji ju ugrožava. U Krenici je nekad bilo puno kupača i plivača. U blizini su planirana sportska igrališta, ali danas su zanemarena. O njoj se brinu ribolovci.
Hrvatski redatelj Antonio Nuić podrijetlom iz Drinovaca, snimio je igrani film Kenjac, čija se radnja odvija u Drinovcima. U njemu se pojavljuje motiv Krenice kao dubokog i tajanstvenog jezera. Mnogi životi su ostali u ovome jezeru, a postoje svjedočanstva starijih ljudi o kolima i konjima koji su nestali u Krenici i nikad kasnije nisu pronađeni.

## Legenda o nastanku Krenice
Prije puno godina živio je bogataš Gavan na području današnje Bekije. Dvori mu bijahu smješteni u Drinovačkom polju. Jednog dana dođe sv. Petar prerušen u prosjaka Gavanovoj ženi i kaže: Bog ti dao, bili mi dala malo kruha da pojede? Nato mu ona odvrati: Što će meni Bog tvoj dok je meni živ Gavan moj? Sv. Petar tada podigne štap i reče: Od zla roda neka nema poroda! Nastade potres i na mjestu Gavanovih dvora stvori se jezero. Žena shvati da će se utopiti te uzme svoje dvoje djece i počne bježati. Kada ju je voda sustigla sv.Petar ju je savjetovao: ' Baci muško dijete, od zla roda neka nema poroda! Ona nastavi bježati ne slušajući ga. Stigne sve do brda kada je voda opet sustigne. Tada baci muško dijete i na mjestu gdje je bačeno muško dijete,nastalo je jezero Krenica, put kojim je bježala njegova žena postala je rječica ponornica Matica, a tamo gdje je bacila sina jedinca ponor. U isto vrijeme i u ostalim mjestima gdje je Gavan prebivao stvorila su se jezera. Tako imamo Crveno i Modro jezero u Imotskom, Krenicu kod Prološca kraj Imotskog i veliku kršku udubinu Vrbinu kod zaseoka Blaževića.